# Daniel Medina
Daniel Medina (n. en Buenos Aires el 3 de mayo de 1989) es un futbolista argentino profesional surgido de las divisiones menores del club Huracán, en Argentina, que actualmente juega en el equipo de la Primera División de Argentina.
| Club                                  | País      | Años        |
| ------------------------------------- | --------- | ----------- |
| Huracán                               | Argentina | 2008 - 2010 |
| Club Atlético Huracán de Tres Arroyos | Argentina | 2010 - 2012 |
| Club Lujan                            | Argentina | 2012 - 2014 |
| Club Mitre                            | Argentina | 2015        |
| Club Sarmiento La Banda               | Argentina | 2015 - 2016 |
| Club 25 de Mayo Santa Rosa            | Argentina | 2016        |